# Arsacidi di Partia
La dinastia degli Arsacidi di Partia governò l'Impero partico dal 247 a.C. al 224 d.C. La dinastia era imparentata a quella degli Arsacidi d'Armenia, loro ramo cadetto.

## Cronologia
La successione dei principali sovrani partici è nota nelle sue grandi linee principalmente grazie alle fonti storiografiche, soprattutto greche e romane, ma sussistono alcune incertezze. Per fornire ricostruzioni dettagliate, indicando ad esempio le precise date di regno, gli studiosi moderni si sono basati anche sulla numismatica, studiando la monetazione partica. Tuttavia un grosso ostacolo a questo approccio è costituito dal fatto che i sovrani molto spesso assunsero il nome regale di Arsace (in maniera simile a Cesare per gli imperatori romani), il che rende problematico stabilire una cronologia univoca.

## Elenco dei sovrani Arsacidi di Partia
Di seguito un elenco dei sovrani Arsacidi di Partia, con le varie date di regno proposte nei rispettivi studi da Sellwood, Assar, Daryaee e Dąbrowa.
     Dubbia storicità
| Ritratto | Sovrano         | Regno              | Regno             | Regno            | Regno             | Note |
| -------- | --------------- | ------------------ | ----------------- | ---------------- | ----------------- | --- |
| Ritratto | Sovrano         | Sellwood (1971-80) | Assar (2011)      | Daryaee (2012)   | Dąbrowa (2012)    | Note |
|          | Arsace I        | 247–211 a.C.       | 247–211 a.C.      | 247–211 a.C.     | 247–217 a.C.      | Fondatore della dinastia arsacide, conquistò la Partia sconfiggendo Andragora, satrapo che si era ribellato ai Seleucidi. |
|          | Arsace II       | 211–191 a.C.       | 211–185 a.C.      | 211–191 a.C.     | 217–191 a.C.      | Figlio di Arsace I. |
|          | Friapazio       | 191–176 a.C.       | 185–170 a.C.      | 191–176 a.C.     | 191–176 a.C.      | Discendente di un fratello di Arsace I, Friapazio fu forse designato erede dallo zio Arsace II. |
| —        | Re ignoto (I)   | —                  | 170–168 a.C.      | —                | —                 | Secondo Assar, un discendente di Arsace II designato erede da Friapazio. |
|          | Fraate I        | 176–171 a.C.       | 168–164 a.C.      | 176–171 a.C.     | 176–171 a.C.      | Figlio maggiore di Friapazio, regnò brevemente e alla sua morte e gli succedette il fratello Mitridate I. |
|          | Mitridate I     | 171–132 a.C.       | 164–132 a.C.      | 171–138 a.C.     | 171–132 a.C.      | Figlio di Friapazio e fratello di Fraate I; per primo espanse il dominio partico in Persia e Mesopotamia. |
|          | Fraate II       | 132–127 a.C.       | 132–127 a.C.      | 138–127 a.C.     | 132–126 a.C.      | Figlio di Mitridate I; inizialmente, a causa della sua giovane età, ebbe la madre come reggente |
|          | Artabano I      | 127–124 a.C.       | 127–126 a.C.      | 127–124 a.C.     | 126–123/122 a.C.  | Figlio di Friapazio. |
|          | Artabano (II)   | —                  | 126–122 a.C.      | —                | —                 | Secondo Assar questo Artabano (II) sarebbe stato figlio e successore di Artabano I, venendo in seguito confuso col padre in un'unica figura, a causa del nome identico. |
|          | Re ignoto (II)  | —                  | 122–121 a.C.      | —                | —                 | Ipotizzato da Assar come figlio di Artabano (II) su base numismatica, per una serie di monete con il ritratto di un giovane principe, per lui impossibile da identificare con i più maturi e barbuti Artabano I e (II). |
|          | Mitridate II    | 124–91 a.C.        | 121–91 a.C.       | 123–88 a.C.      | 122–91 a.C.       | Figlio di Artabano I o di Friapazio. |
|          | Gotarze I       | 95–90 a.C.         | 91–87 a.C.        | 95–90 a.C.       | 92–? a.C.         | Figlio di Mitridate II (secondo Assar) o nipote di Friapazio (secondo Daryaee) |
|          | Mitridate III   | —                  | 87–80 a.C.        | —                | —                 | Secondo Assar sarebbe stato un fratello di Gotarze I che avrebbe usurpato il trono del nipote Orode I. |
|          | Orode I         | 90–80 a.C.         | 80–75 a.C.        | 90–80 a.C.       | —                 | Figlio di Gotarze I (secondo Assar) o di Mitridate II (secondo Sellwood). |
| —        | Re ignoto (III) | 80 a.C.            | —                 | —                | —                 | Possibile sovrano misconosciuto secondo Sellwood, ipotizzato su base numismatica. |
| —        | Re ignoto (IV)  | 80–70 a.C.         | 78/77–62/61 a.C.  | —                | —                 | Possibile sovrano misconosciuto secondo Sellwood e Assar, ipotizzato su base numismatica. |
|          | Sanatruce I     | 75 a.C.            | 93/92–70/69 a.C.  | 77–70 a.C.       | 88/87–71/70 a.C.  | Figlio di Mitridate I. Avrebbe regnato brevemente negli anni 70 a.C. (secondo Sellwood), oppure avrebbe regnato a fasi alterne dal 93 al 70 a.C. come re rivale di Orode I (secondo Assar e Dąbrowa). |
|          | Fraate III      | 70–57 a.C.         | 70/69–58/57 a.C.  | 70–57 a.C.       | 71/70–58/57 a.C.  | Figlio di Sanatruce I. |
|          | Mitridate IV    | 57–54 a.C.         | 58/57–55 a.C.     | 57–54 a.C.       | 58/57–54/53 a.C.  | Figlio di Fraate III, uccise il padre e gli succedette. |
|          | Orode II        | 57–38 a.C.         | 57–38 a.C.        | 57–38 a.C.       | 58/57–38 a.C.     | Figlio di Fraate III, aiutò Mitridate IV nel rovesciare il padre, per poi in seguito deporre e uccidere il fratello e regnare da solo. |
|          | Pacoro I        | 39 a.C.            | —                 | —                | —                 | Figlio di Orode II; è ignoto se abbia effettivamente regnato, e in quale forma (congiuntamente al padre, o viceversa ribellandoglisi, o come sovrano legittimo). |
|          | Fraate IV       | 38–2 a.C.          | 38/37 - 2 a.C.    | 38 a.C. - 2 d.C. | 38 - 3/2 a.C.     | Figlio di Orode II, di cui divenne il successore dopo la morte di Pacoro I. Per consolidare la sua posizione, ordinò il massacro degli altri figli di Orode. |
|          | Tiridate II     | 29–27 a.C.         | 27 a.C.           | —                | 31 a.C.           | Di ascendenza dubbia ma comunque arsacide; re rivale sostenuto da parte dell'aristocrazia in opposizione a Fraate IV. Tentò di impadronirsi dell'impero dapprima brevemente nel 32 a.C. e poi più a lungo nel 29-27 a.C., entrambe le volte venendo scacciato da Fraate e vivendo in esilio nell'Impero romano su concessione di Augusto.                                         |
|          | Fraate V        | 2 a.C. - 4 d.C.    | 2 a.C. – 4/5 d.C. | 2-4 d.C.         | 3/2 a.C. - 2 d.C. | Figlio di Fraate IV e di Musa, regnò congiuntamente alla madre; attorno al 4 d.C. i due furono deposti dall'aristocrazia partica, che nominò Orode III, e si rifugiarono a Roma presso Augusto. |
|          | Musa            | 2 a.C. - 4 d.C.    | 2 a.C. - 4/5 d.C. | 2-4 d.C.         | 3/2 a.C. - 2 d.C. | Già schiava romana, fu moglie di Fraate IV e madre di Fraate V, e regnò congiuntamente a quest'ultimo, prima e unica regina regnante partica. |
|          | Orode III       | 6                  | 6–8               | 6                | 4–6               | Di ascendenza dubbia ma comunque arsacide, si ritiene sia stato incoronato dall'aristocrazia in seguito alla deposizione di Fraate V, per poi essere (forse) assassinato. |
|          | Vonone I        | 8–12               | 8–12              | 8–12             | 6–11/12           | Figlio maggiore di Fraate IV; Vonone era cresciuto a Roma, dove era stato inviato da suo padre assieme ai suoi tre fratelli, e divenne re attorno al 7, dopo che i nobili partici chiesero ad Augusto un figlio di Fraate per succedere ad Orode III. Attorno al 12 Vonone fu sconfitto da Artabano II ed esiliato in Armenia (di cui fu re, col benestare romano, dal 12 al 18). |
|          | Artabano II     | 10–38              | 10–38             | 10–38            | 11/12–39          | Forse figlio di una figlia di Fraate IV, nel 10 fu proclamato re in opposizione a Vonone, che poi sconfisse nel 12, restando unico sovrano ed esiliandolo in Armenia. |
| —        | Tiridate III    | 35–36              | —                 | 35–36            | 35–36             | Figlio di un figlio di Fraate IV, con il quale era cresciuto a Roma, fu instaurato a Ctesifonte in opposizione ad Artabano II per volere dell'aristocrazia partica, che chiese a Tiberio un re della stirpe di Fraate. Giunto in Partia, tuttavia, si alienò il sostegno degli aristocratici, e fu sconfitto ed esiliato da Artabano.                                             |
|          | Vardane I       | 40–47              | 38–46             | 40–47            | 39–45             | Figlio di Artabano II, lottò contro il fratello Gotarze II, dapprima avendo successo e relegandolo in Ircania. In seguito morì forse assassinato. |
|          | Gotarze II      | 40–51              | 44–51             | 40–51            | —                 | Figlio di Artabano II, lottò con il fratello Vardane I e restò unico sovrano dopo la morte di questi. |
|          | Meerdate        | —                  | 49–50             | —                | 49–51             | Figlio di Vonone I, re in opposizione a Gotarze II. |
|          | Vonone II       | 51                 | —                 | 51               | —                 | Di ascendenza dubbia, forse figlio di una figlia di Fraate IV e fratello di Artabano II. Regnò brevemente, forse con scarso controllo sull'impero. |
|          | Vologase I      | 50–79              | 50–54; 58–77      | 51–78            | 51–78/79          | Di ascendenza dubbia, forse figlio di Vonone II o di Artabano II (e quindi fratello di Gotarze II). |
|          | Vardane II      | 55–58              | 55–58             | 54–58            | 54/55             | Figlio di Vardane I; si ribellò a Vologase I, regnando da Seleucia per alcuni anni. |
|          | Pacoro II       | 75–110             | 78–120            | 78–105           | 78–110            | Figlio di Vologase I, che lo proclamò suo co-regnante, alla sua morte gli succedette. |
|          | Vologase II     | 77–80              | 76/77–79          | —                | —                 | Figlio di Vologase I e re rivale contro Pacoro II. La sua esistenza è postulata su base numismatica (e può essere smentita qualora le monete in questione vengano invece ascritte a Vologase I). |
|          | Artabano III    | 80–82              | 79/80–85          | 80–90            | —                 | Figlio o fratello di Vologase I; re rivale di Pacoro II, si installò a Babilonia. |
|          | Vologase III    | 105–147            | 111–146           | 105–147          | 110–147           | Figlio di Pacoro II. |
|          | Osroe I         | 109–129            | 108/109–127/128   | 109–129          | —                 | Figlio di Pacoro II, fu re rivale di Vologase. Fu brevemente deposto dai romani nel contesto delle campagne partiche di Traiano, ma presto rientrò in possesso del regno. |
|          | Partamaspate    | 116                | —                 | —                | —                 | Figlio di Osroe I, aveva vissuto in esilio a Roma e nel 116 fu brevemente instaurato come re dai romani nel contesto delle campagne partiche di Traiano, prima di essere sconfitto ed esiliato dal padre in Osroene (di cui divenne re col benestare romano). |
|          | Sanatruce II    | —                  | 116               | —                | —                 | Figlio di Mitridate V, menzionato solo dal tardo cronista Giovanni Malalas, tanto che la sua esistenza è dubbia. |
| —        | Re ignoto (V)   | 140                | —                 | —                | —                 | Sarebbe stato un re rivale contro Vologase III. |
|          | Mitridate V     | 129–140            | 128–147           | 129–140          | 129–140           | Di ascendenza dubbia, re rivale contro Vologase III. |
|          | Vologase IV     | 147–191            | 147–191           | 147–191          | 147–191/192       | Figlio di Mitridate V. |
|          | Osroe II        | 190                | 190–208           | —                | —                 | Di ascendenza dubbia ma comunque arsacide. Re rivale contro Vologase IV e forse anche Vologase V. |
|          | Vologase V      | 191–208            | 191–207/208       | 191–208          | 191/192–208       | Figlio di Vologase IV. |
|          | Vologase VI     | 208–228            | 207/208–221/222   | 208–228          | 208–221/222       | Figlio di Vologase V; si contese l'impero col fratello Artabano IV; forse continuò a regnare nelle regioni occidentali anche dopo la conquista sasanide, almeno fino al 228. |
|          | Artabano IV     | 216–224            | 212–224           | 216–224          | ? –224            | Figlio di Vologase V; si contese l'impero col fratello Vologase VI, riuscendo a impadronirsene completamente nel 216. Fu l'ultimo sovrano arsacide a regnare sull'Impero partico nella sua interezza, giacché nel 224 fu sconfitto da Ardashir I, che instaurò l'Impero sasanide.                                                                                                 |
|          | Tiridate IV     | 216–224?           | —                 | —                | —                 | Ipotizzato da Sellwood su base numismatica. |